# Insar
Insar in russo Инсар? è una città della Repubblica di Mordovia, Russia, capoluogo dell'Insarskij rajon. È collocata a 77 km a sud-ovest di Saransk, capitale mordvina, alla confluenza dei fiumi Issa e Insarka. Al censimento del 2002 si contano 8 951 abitanti.
Fondata nel 1648 come posad e fortezza russa, ebbe lo status di paese nel 1780 che gli venne tolto nel 1926, quando essa fu denominata insediamento rurale.
Dal 1958 è nuovamente un paese della Repubblica di Mordovia.